# Tadas Langaitis
Tadas Langaitis (ur. 7 lipca 1977 w Kownie) – litewski polityk, założyciel, sponsor i członek zarządu różnych organizacji pozarządowych.

## Życiorys
W 1995 ukończył gimnazjum "Saulės" w Kownie. W 1997 roku studia licencjackie na Sztokholmskiej Szkole Ekonomii w Rydze, uzyskując tytuł certyfikowanego analityka finansowego „Chartered Financial Analyst” (CFA). Natychmiast po ukończeniu studiów rozpoczął pracę w obszarach bankowości inwestycyjnej, venture capital, start-upów technologicznych. W roku, w którym rozpoczął praktyki zawodowe w Hansabank Group, zaczął rozwijać się dział bankowości inwestycyjnej tejże firmy (obecnie Swedbank) na Litwie. Pracując jako młodszy partner w banku inwestycyjnym Lõhmus, Haavel & Viisemann (LHV), wraz ze swoimi partnerami stworzył pierwszy fundusz venture capital w krajach bałtyckich - New Economy Ventures. Został wprowadzony do "online biznesu" w kilku krajach. W latach 2000–2007 tworzył i rozwijał różne technologie i działalność medialną w krajach bałtyckich i Skandynawii. W 2000 roku założył „Webmedia Group”, firmę zajmującą się usługami informatycznymi. Tadas Langaitis przez prawie 10 lat wspólnie z partnerami biznesowymi stworzył ponad 500 miejsc pracy, odwiedził niemal 100 krajów świata, zdobył doświadczenie biznesowe na 15 światowych rynkach.
W 2008 rozpoczął działania na rzecz dobra publicznego. Wspólnie z małżonką założył instytucję publiczną „Projekt dobra wola” (lit. „Geros valios projektai”), w której był przewodniczącym rady do 2015 r. W latach 2008 do 2014 r. był członkiem zarządów organizacji publicznych i innych organizacji pozarządowych m.in. „Ratujmy dzieci”, „Uczę się uczuć”,  "Dla Litwy", "Tworzenie Republiki".
W 2012 roku zainicjował ruch obywatelski "Biała rękawiczka", który dąży do przejrzystych wyborów (w 2014 roku wycofał się z członkostwa w organizacji). Dekretem prezydenta został powołany na członka Komisji ds. Etyki i Dyscypliny, jest Członkiem Narodowej Rady ds. Postępu i jednym z autorów strategii rozwoju "Litwa 2030".
W 2013 roku został odznaczony Medalem Zasługi dla Litwy "Za wsparcie dla policji".
Zwyciężył w wyborach do Sejmu Republiki litewskiej w 2016 roku z ramienia partii „Związek Ojczyzny – Litewscy Chrześcijańscy Demokraci”. 28 lutego 2018 roku po półtorarocznej pracy w Sejmie zrzekł się mandatu poselskiego.